# Arte microbiano

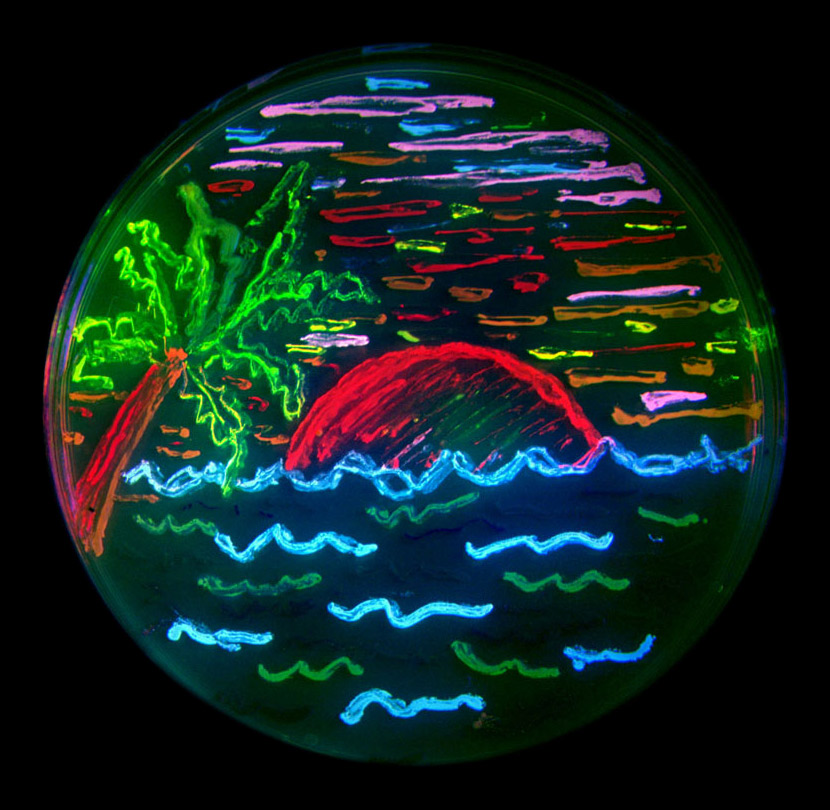
Escena en la playa con las cepas bacterianas de diferentes tipos de proteínas fluorescentes.

El arte microbiano o arte con gérmenes es el arte creado a partir del cultivo de microorganismos siguiendo ciertos patrones. Las placas de agar se utilizan como lienzo, y las diferentes bacterias y levaduras pigmentadas o fluorescentes hacen de pintura. Con el fin de preservar la pieza de arte microbiano después de la incubación, la cultura es sellada con epoxi.
También existe una técnica llamada "bacteriografía" que implica matar selectivamente ciertas áreas de un cultivo bacteriano mediante radiación, con el fin de producir patrones artísticos. Después de la incubación, la cultura es sellada con acrílico.
Alexander Fleming, el hombre al que más comúnmente se le atribuye el descubrimiento de la penicilina, fue conocido por la creación pinturas con gérmenes. Las especies bacterianas que utilizaba eran:
- Serratia marcescens - rojo
- Chromobacterium violaceum - púrpura
- Micrococcus luteus - amarillo
- Micrococcus varians - blanco
- Micrococcus roseus - rosa
- Bacillus sp. - naranja

## Concurso de arte Agar
La Sociedad Estadounidense de Microbiología acoge un concurso anual de arte microbiano: Agar Art. La edición de 2015 recibió 85 participaciones, resultando ganadora una pieza titulada Neuronas.